# Myrioblephara ligdiodes
Myrioblephara ligdiodes là một loài bướm đêm trong họ Geometridae. Loài này được Warren miêu tả khoa học lần đầu tiên năm 1903.